# Zach Makovsky
Zachary Paul Makovsky (Atlanta, 30 giugno 1982) è un lottatore di arti marziali miste statunitense.
Combatte nella divisione dei pesi mosca per l'organizzazione UFC.
In passato è stato campione dei pesi mosca RFA ed il primo campione dei pesi gallo Bellator, titolo ottenuto nel 2010 con la vittoria del torneo della terza stagione della promozione e poi perso nel 2012 alla prima difesa contro Eduardo Dantas.
Ha un ottimo background nella lotta essendo stato un lottatore NCAA Division I ed avendo vinto i mondiali FILA di grappling nel 2009 a Fort Lauderdale e nel 2010 a Cracovia nella categoria fino ai 60 kg.
Per i ranking ufficiali dell'UFC è il contendente numero 9 nella divisione dei pesi mosca.

## Carriera nelle arti marziali miste

### Inizi
Nato in Georgia e cresciuto in Pennsylvania, Zach Makovsky inizia la sua carriera da professionista delle arti marziali miste nel 2006 in New Jersey, dove ottiene subito tre vittorie consecutive ai punti.
Nel 2008 entra nel roster dei pesi gallo della promozione EliteXC, dove subisce la sua prima sconfitta in carriera venendo sottomesso dal futuro campione dell'organizzazione e futuro lottatore Bellator e UFC Wilson Reis.
Lo stesso anno si rifà contro il brasiliano Andre Soares.
Nel 2009 prende parte ad un paio di incontri ad Atlantic City vincendoli entrambi per sottomissione, e in agosto lotta per la prima volta lontano dal New Jersey quando vola a Tokyo per affrontare l'atleta locale Toshiaki Kitada in un evento della promozione Deep, venendo sconfitto per mezzo di un rear naked choke.
Mette a segno un paio di vittorie anche nel 2010 tornando a combattere ad Atlantic City, con uno degli incontri organizzato dalla promozione russa M-1 Global.

### Bellator Fighting Championships
Con un record personale di 8-2 nel 2010 Makovsky entra nel roster della prestigiosa promozione Bellator e debutta con una vittoria su Eric Luke per sottomissione.
Prende parte al torneo dei pesi gallo Bellator della terza stagione, con il vincitore che sarebbe diventato il primo campione di categoria della promozione: Makovsky superò per decisione unanime dei giudici di gara tutti e tre gli avversari che lo incrociarono nel torneo, nell'ordine l'ex campione VFC Nick Mamalis (record: 20-5), Bryan Goldsby (record: 12-12) il quale sostituiva l'infortunato Ulysses Gomez, ed in finale l'ex campione RITC Ed West, divenendo quindi il primo campione dei pesi gallo nella storia della Bellator.
Nel 2011 Makovsky prese parte ad un paio di incontri non validi per il titolo, in attesa che i nuovi tornei Bellator dei pesi gallo designassero i futuri contendenti alla cintura: l'atleta nativo della Georgia sconfisse Chad Robichaux per KO tecnico e Ryan Roberts per sottomissione.
La prima difesa del titolo avvenne nell'aprile del 2012 contro il vincitore del torneo della quinta stagione e campione sudamericano Shooto Eduardo Dantas (record: 13-2): Makovsky venne sconfitto per sottomissione durante la seconda ripresa, perdendo quindi la cintura di campione.
In dicembre ebbe la possibilità di tornare alla vittoria contro Anthony Leone, ma invece Makovsky venne sconfitto ai punti in un incontro molto equilibrato e dopo il secondo incontro perso di fila la Bellator decise di licenziarlo.

### Passaggio ai Pesi Mosca
Zach Makovsky prese la decisione di scendere nella categoria dei pesi mosca in quanto era relativamente piccolo per la categoria dei pesi gallo.
Debuttò nella nuova divisione di peso con un evento della promozione Cage Fury FC, dove sconfisse ai punti Claudio Ledesma (record: 8-3).
In novembre combatte per la promozione Resurrection Fighting Alliance e vince il titolo dei pesi mosca sconfiggendo Matt Manzanares (record: 6-1).

### Ultimate Fighting Championship
Pochi giorni dopo essere diventato il nuovo campione dei pesi mosca RFA Makovsky riceve l'allettante proposta di lottare per la più prestigiosa promozione di MMA del mondo, ovvero l'UFC, per sostituire l'indisponibile John Dodson ed affrontare l'ex top 10 dei pesi gallo Scott Jorgensen nell'evento UFC on Fox: Johnson vs. Benavidez 2 del 14 dicembre: Makovsky accettò e realizzò un clamoroso upset dominando il favorito avversario in tutti e tre i round della sfida.
Nel 2014 si impose con merito anche su Josh Sampo.
In agosto venne sconfitto dal top fighter brasiliano Jussier Formiga.
Nel febbraio del 2015 ebbe la meglio ai punti su Tim Elliott con il punteggio di 29-28. Mentre a maggio viene sconfitto per decisione unanime da John Dodson all'evento UFC 187.
Al suo primo incontro del 2016, tenutosi nel mese di febbraio, venne sconfitto per decisione unanime da Joseph Benavidez.
Makovsky avrebbe dovuto affrontare John Moraga il 10 dicembre del 2016, all'evento UFC 206. Tuttavia, Moraga venne rimosso dall'incontro nei primi giorni di novembre per infortunio, al suo posto venne inserito Dustin Ortiz. Makovsky venne sconfitto per decisione non unanime.

### Risultati nelle arti marziali miste
| Risultato | Record | Avversario       | Metodo                               | Evento                                   | Data              | Round | Tempo | Città                        | Note                                                 |
| --------- | ------ | ---------------- | ------------------------------------ | ---------------------------------------- | ----------------- | ----- | ----- | ---------------------------- | ---------------------------------------------------- |
| Sconfitta | 19-8   | Dustin Ortiz     | Decisione (non unanime)              | UFC 206: Holloway vs. Pettis             | 10 dicembre 2016  | 3     | 5:00  | Toronto, Canada              |                                                      |
| Sconfitta | 19-7   | Joseph Benavidez | Decisione (unanime)                  | UFC Fight Night: Hendricks vs. Thompson  | 6 febbraio 2016   | 3     | 5:00  | Las Vegas, Stati Uniti       |                                                      |
| Sconfitta | 19-6   | John Dodson      | Decisione (unanime)                  | UFC 187: Jones vs. Johnson               | 23 maggio 2015    | 3     | 5:00  | Las Vegas, Stati Uniti       |                                                      |
| Vittoria  | 19-5   | Tim Elliott      | Decisione (unanime)                  | UFC Fight Night: Henderson vs. Thatch    | 14 febbraio 2015  | 3     | 5:00  | Broomfield, Stati Uniti      |                                                      |
| Sconfitta | 18-5   | Jussier Formiga  | Decisione (unanime)                  | UFC Fight Night: Bader vs. Saint Preux   | 16 agosto 2014    | 3     | 5:00  | Bangor, Stati Uniti          |                                                      |
| Vittoria  | 18-4   | Josh Sampo       | Decisione (unanime)                  | UFC 170: Rousey vs. McMann               | 22 febbraio 2014  | 3     | 5:00  | Las Vegas, Stati Uniti       |                                                      |
| Vittoria  | 17-4   | Scott Jorgensen  | Decisione (unanime)                  | UFC on Fox: Johnson vs. Benavidez 2      | 14 dicembre 2013  | 3     | 5:00  | Sacramento, Stati Uniti      | Debutto in UFC                                       |
| Vittoria  | 16–4   | Matt Manzanares  | Decisione (unanime)                  | RFA 11: Manzanares vs. Makovsky          | 22 novembre 2013  | 5     | 5:00  | Broomfield, Stati Uniti      | Vince il titolo dei Pesi Mosca RFA                   |
| Vittoria  | 15–4   | Claudio Ledesma  | Decisione (unanime)                  | Cage Fury 24: Sullivan vs. Becker        | 11 maggio 2013    | 3     | 5:00  | Atlantic City, Stati Uniti   | Passa ai Pesi Mosca                                  |
| Sconfitta | 14–4   | Anthony Leone    | Decisione (non unanime)              | Bellator LXXXIII                         | 7 dicembre 2012   | 3     | 5:00  | Atlantic City, Stati Uniti   |                                                      |
| Sconfitta | 14–3   | Eduardo Dantas   | Sottomissione (triangolo di braccio) | Bellator LXV                             | 13 aprile 2012    | 2     | 3:26  | Atlantic City, Stati Uniti   | Perde il titolo dei Pesi Gallo Bellator              |
| Vittoria  | 14–2   | Ryan Roberts     | Sottomissione (north-south choke)    | Bellator LIV                             | 15 ottobre 2011   | 1     | 4:48  | Atlantic City, Stati Uniti   |                                                      |
| Vittoria  | 13–2   | Chad Robichaux   | KO Tecnico (pugni)                   | Bellator XLI                             | 16 aprile 2011    | 3     | 2:02  | Yuma, Stati Uniti            |                                                      |
| Vittoria  | 12–2   | Ed West          | Decisione (unanime)                  | Bellator XXXII                           | 14 ottobre 2010   | 5     | 5:00  | Kansas City, MO, Stati Uniti | Vince torneo e titolo dei Pesi Gallo Bellator        |
| Vittoria  | 11–2   | Bryan Goldsby    | Decisione (unanime)                  | Bellator XXX                             | 23 settembre 2010 | 3     | 5:00  | Louisville, Stati Uniti      | Torneo dei Pesi Gallo Bellator III, Semifinale       |
| Vittoria  | 10–2   | Nick Mamalis     | Decisione (unanime)                  | Bellator XXVII                           | 2 settembre 2010  | 3     | 5:00  | San Antonio, Stati Uniti     | Torneo dei Pesi Gallo Bellator III, Quarti di finale |
| Vittoria  | 9–2    | Eric Luke        | Sottomissione (kimura)               | Bellator XXI                             | 10 giugno 2010    | 2     | 4:28  | Hollywood, Stati Uniti       | Debutto in Bellator                                  |
| Vittoria  | 8–2    | Josh Rave        | Sottomissione (ghigliottina)         | M-1 Selection 2010: The Americas Round 1 | 3 aprile 2010     | 3     | 1:49  | Atlantic City, Stati Uniti   |                                                      |
| Vittoria  | 7–2    | David Harris     | Sottomissione (triangolo)            | Adrenaline: New Breed                    | 26 febbraio 2010  | 1     | 1:50  | Atlantic City, Stati Uniti   |                                                      |
| Sconfitta | 6–2    | Toshiaki Kitada  | Sottomissione (rear naked choke)     | Deep: 43 Impact                          | 23 agosto 2009    | 1     | 4:22  | Tokyo, Giappone              |                                                      |
| Vittoria  | 6–1    | Nate Williams    | Sottomissione (rear naked choke)     | WCA: Caged Combat                        | 6 giugno 2009     | 3     | 2:33  | Atlantic City, Stati Uniti   |                                                      |
| Vittoria  | 5–1    | Justin Robbins   | Sottomissione (rear naked choke)     | EC: The War at the Shore                 | 26 gennaio 2009   | 2     | 1:05  | Atlantic City, Stati Uniti   |                                                      |
| Vittoria  | 4–1    | Andre Soares     | Decisione (unanime)                  | EliteXC: Primetime                       | 31 maggio 2008    | 3     | 5:00  | Newark, Stati Uniti          |                                                      |
| Sconfitta | 3–1    | Wilson Reis      | Sottomissione (triangolo di braccio) | ShoXC: Elite Challenger Series           | 25 gennaio 2008   | 2     | 1:15  | Atlantic City, Stati Uniti   |                                                      |
| Vittoria  | 3–0    | Emerson Souza    | Decisione (unanime)                  | CITC: Fearless Fighters Return           | 6 ottobre 2007    | 3     | 5:00  | Trenton, Stati Uniti         |                                                      |
| Vittoria  | 2–0    | Leandro Escobar  | Decisione (non unanime)              | Extreme Challenge 75                     | 23 marzo 2007     | 3     | 5:00  | Trenton, Stati Uniti         |                                                      |
| Vittoria  | 1–0    | Tinh Tupy        | Decisione (unanime)                  | CITC: Evolutions                         | 9 dicembre 2006   | 3     | 5:00  | Asbury Park, Stati Uniti     |                                                      |